# 奥卢主教座堂
奥卢主教座堂（芬蘭語：Oulun tuomiokirkko）是芬蘭福音信義會奥卢教区的主教座堂，位于芬兰奥卢市中心。该堂建于1777年，以瑞典国王古斯塔夫三世的妻子命名为索菲亞·瑪格達列娜教堂。
1822年，木建筑在奥卢大火中焚毁。教堂重建的建筑师为卡尔·卢德维格·恩格尔，建成于1832年，但钟楼直到1845年才完成。